# 氰基丙烯酸酯

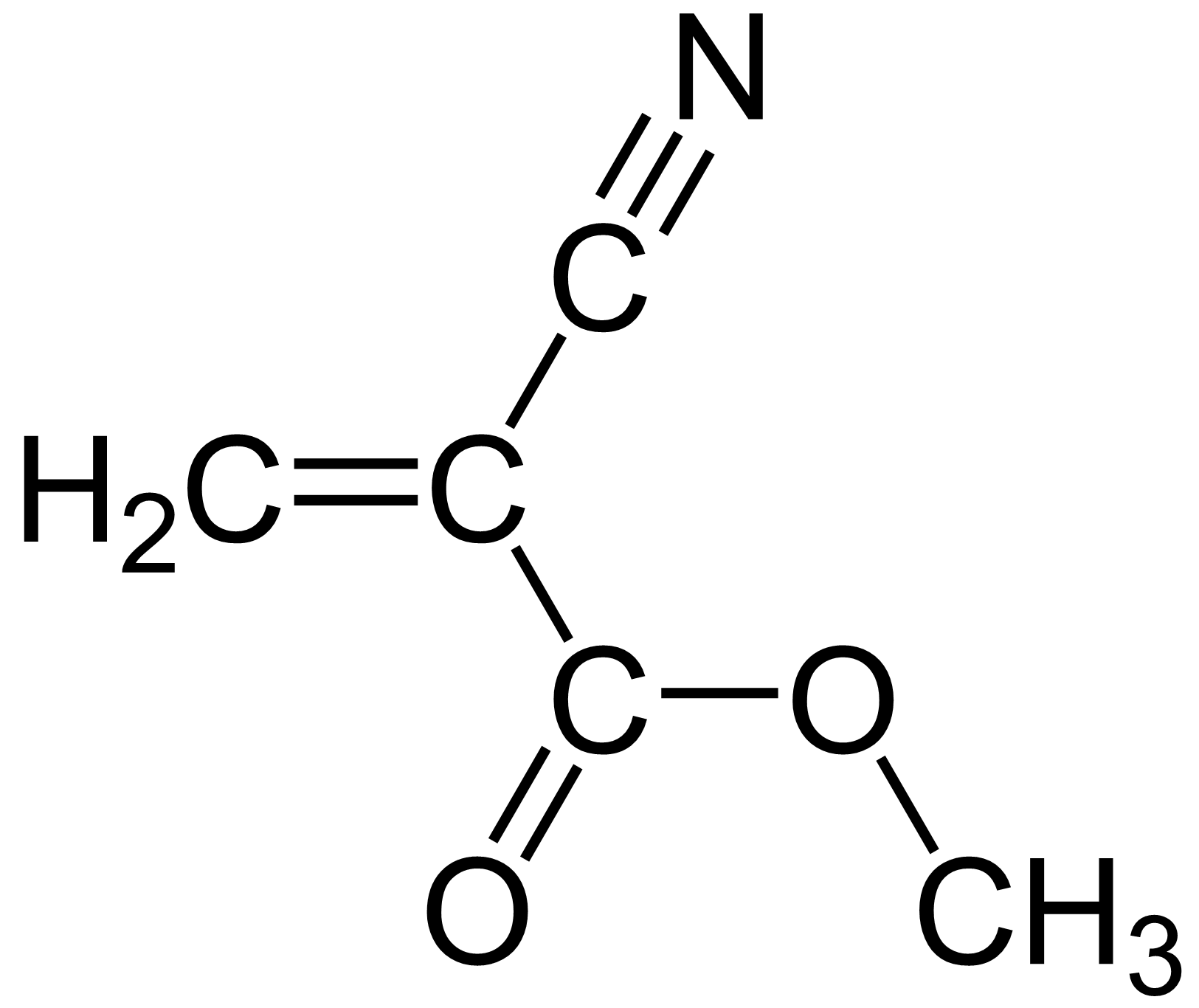
氰基丙烯酸酯

快乾膠，又稱萬能膠、三秒膠、瞬間膠、502胶，所含作為組合劑的成分為氰基丙烯酸酯（Cyanoacrylate）。氰基丙烯酸酯是一系列物質的合称，譬如 2-氰基丙烯酸甲酯（Methyl-2-cyanoacrylate，CH2=C(CN)COOCH3）和氰基丙烯酸乙酯。其中常見品牌有AA超能膠（Aron Alpha）、強力膠（Superglue）、瘋狂快乾膠（Crazy glue）等。醫用膠如多抹棒（Dermabond）及Traumaseal則含有2-氰基丙烯酸辛酯（2-octyl cyanoacrylate）。氰基丙烯酸酯膠黏劑也稱為“立即膠黏劑”。

## 开发

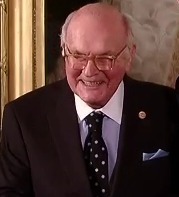
瞬間膠發明者哈利·庫弗（Harry Coover）

瞬間膠是由美國發明家哈利·庫弗任職於柯達公司時所發明，在1958年量產上市。發明者因此產品於2010年獲頒美國國家科技創新獎章。
1964年，中国科学院化学研究所的葛增蓓研制發明了基于氰基丙烯酸乙酯的KH502膠水，因此万能胶在中国大陆常被称为502。

## 黏合作用
氰基丙烯酸酯是一類缺電子的丙烯酸酯。當塗在物體表面時，表面上或空氣中的水分子、羥基、氨基等富電子親核試劑會快速引發氰基丙烯酸酯單體的陰離子聚合，形成強度較高的長鏈高分子，和表面緊密結合。該聚合過程伴隨明顯的放熱，甚至會使氰基丙烯酸酯單體蒸發，形成白色煙霧。
這類膠水久置於潮濕空氣中會自發聚合失效，可在開封後存放於乾燥密閉容器中以減緩這一過程

## 用途

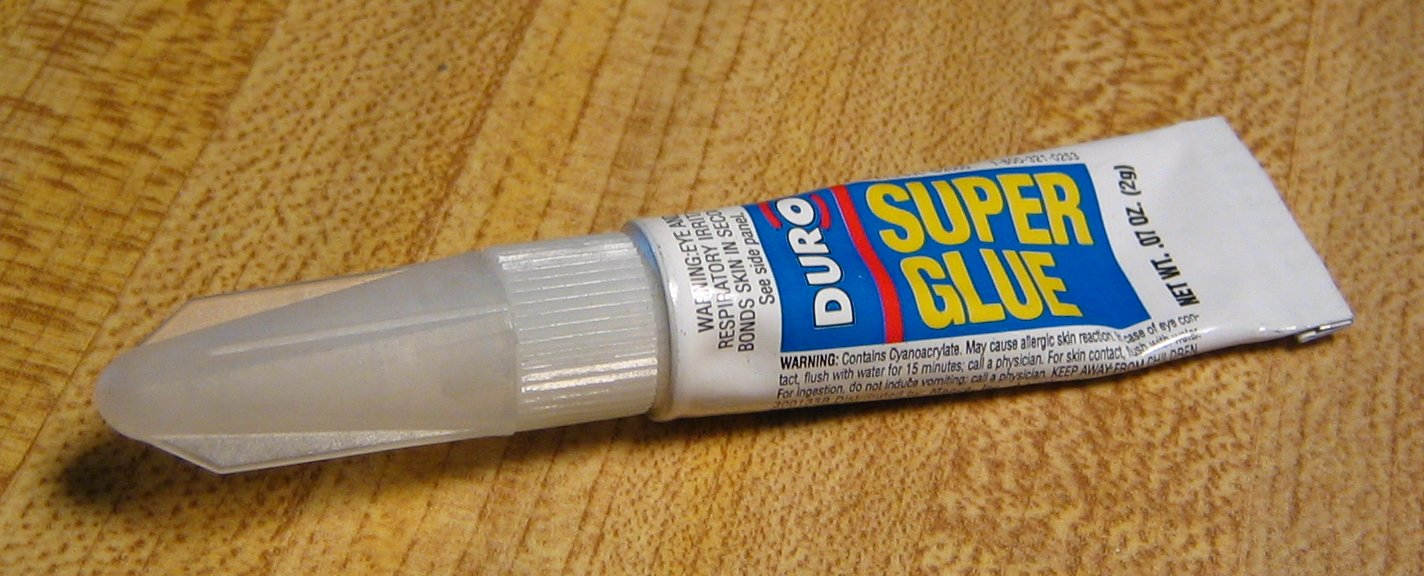
超能膠

#### 在軍事及醫療上的應用
在越戰時期，美軍的軍醫使用過超能膠來為傷兵紧急縫合傷口，但一般的氰基丙烯酸酯會導致皮膚敏感，而且美國食品藥品監督管理局一直沒有將它列作藥物。直到1998年2-辛基氰基丙烯酸酯的开发，诞生了名為Dermabond的為人體皮膚專用的傷口縫合膠水。

#### 在犯罪調查之應用
在警方的犯罪調查中，會以超能膠煙燻方法（Super-glue fuming）來查出潛在指紋。其過程如下：
1. 需要被套取指紋的物品會被安置在一個已加熱並且不漏氣的容器中。
2. 在容器中放入超能膠，氰基丙烯酸酯會蒸發，並以風扇使它在容器中循環散佈。
3. 由於指紋上殘留的物質譬如氨基酸和葡萄糖會與氣化的膠漿起反應，並使指紋呈現。

## 安全问题

#### 皮肤损伤
氰基丙烯酸盐粘合剂可能黏着在身体各处的皮肤上，强行剥离可能会造成皮肤损伤。如不强行去除，经过大约4天时间也会自动脱落。快干胶也可能造成化学烧伤，此时应该用肥皂和温水进行清洗。 使用植物油可加速粘合剂脱落。 若粘合剂进入眼睛可造成严重伤害，应用温水冲洗15分钟并寻求医疗服务。

#### 与绵、羊毛和其他纤维材料的反应
氰基丙烯酸盐粘合剂应用于一些自然材料如棉、皮革或羊毛时会产生剧烈的发热反应，温度有时可达100℃以上，造成烫伤。这些反应也发生在玻璃钢和碳纤维材料中。

## 消除胶水粘性
当使用502胶水时不慎粘到手或不想粘到的物体表面时，以下是一些消除502胶粘性方法：
- 使用丙酮或乙酸乙酯: 这些化学品能够溶解502胶水。但要注意，它们可能对某些表面（例如部分种类的塑料）有腐蚀性，最好先在不显眼的地方进行测试。
- 使用肥皂水和磨砂布: 轻轻擦拭受影响的表面，有时候可以有效去除胶水。
- 使用柠檬汁或醋: 这些酸性物质有时能够帮助分解胶水。涂抹在上面，然后轻轻擦拭。
- 使用专用的溶剂或去胶剂: 一些市售产品专门用于去除各种类型的胶水，可以根据说明使用。

## 存储寿命
氰基丙烯酸盐粘合剂的存储寿命较短。未开封的产品存贮于约13℃以及干燥的环境下时其寿命可长至1年至15个月。如在6个月内使用则没有冷藏的必要。 如未开封并存储于−20 °C的环境则可长期有效。

## 外部連結
- Howstuffworks "What makes super glue so super?" （页面存档备份，存于）
- Super-Glue （页面存档备份，存于）